# Mokrýšov
Mokrýšov je malá vesnice, část obce Prosetín v okrese Chrudim. Nachází se asi 1 km na západ od Prosetína. Prochází zde silnice II/306. V roce 2009 zde bylo evidováno 23 adres. V roce 2001 zde trvale žilo 51 obyvatel.
Mokrýšov leží v katastrálním území Prosetín u Hlinska o výměře 5,32 km2.